# Sporophila murallae
Sporophila murallae är en fågel i familjen tangaror inom ordningen tättingar.

## Utbredning och systematik
Fågeln förekommer från sydöstra Colombia till östra Brasilien, östra Ecuador och nordöstra Peru. Den behandlas som monotypisk, det vill säga att den inte delas in i några underarter. Sedan 2022 kategoriserar International Ornithological Congress (IOC) den som underart till bandvingad frötangara (S. americana).

## Status
IUCN kategoriserar arten som livskraftig.

## Namn
Artens vetenskapliga namn murallae syftar på Morelia, en kommun i Colombia. Caquetá är en biflod till Amazonfloden, i Brasilien vid namn Japurá. Det är även namnet på ett departement i södra Colombia där arten först beskrevs.